# Surnaturel (christianisme)
Pour les articles homonymes, voir Surnaturel (homonymie).
 (septembre 2012).
Dans le christianisme, le surnaturel, également appelé ordre surnaturel, est un concept de la théologie chrétienne, étudié entre autres par Henri de Lubac et, dans la lignée du thomisme, par Jean-Pierre Torrell.

## L'ordre surnaturel (théologie)
« L'Ordre chrétien c'est l'ordre naturel de la création blessé par le péché originel mais restauré par l'ordre surnaturel apporté par le Christ et son Église ». Après le péché originel, l'humanité reste blessée mais en s'incarnant, Jésus-Christ (le Verbe incarné, Seconde Personne de la Sainte Trinité) vient inaugurer une autre ordre, un Ordre surnaturel ou Ordre de la grâce rétablissant l'amitié de l'homme avec Dieu, la charité ou Amour de Dieu : Dieu se réconcilie avec l'humanité. Cette ère est inaugurée par l'Annonciation : l'ange Gabriel portant l'annonce à la Vierge Marie : le monde angélique ou monde des anges fait partie de l'ordre surnaturel.
Définition : C'est ce qui dépasse les forces et les conditions de toutes les natures créées possibles. L'union avec Dieu a pour effet de perfectionner et d'élever excellemment « au-dessus » de sa nature, les facultés de la nature raisonnable, en la béatifiant, union commencée dès ici bas par les dons de la grâce. « J'appelle surnaturel ce que nous ne pouvons acquérir par nous-mêmes, quelque soin et quelque diligence que nous y apportions. À cet égard tout ce que nous pouvons faire, c'est de nous y disposer », Thérèse d'Avila.
- Saint Thomas d'Aquin est le théologien qui a établi le mieux la distinction, aussi bien que la relation, entre la nature et l'ordre surnaturel.
- Blaise Pascal appelle l'Ordre surnaturel le Troisième ordre, celui de la Charité[5].
- Josemaría Escrivá de Balaguer propose de rajouter au travail un motif surnaturel[6] : « Le travail est ainsi élevé à l’ordre de la grâce, il est sanctifié, devient œuvre de Dieu, operatio Dei, opus Dei ».

## Les voies surnaturelles

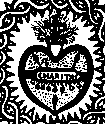

Dans l'hymne à la Charité, Paul doit expliquer aux Corinthiens les limites du phénomène de glossolalie (ou don en langues), malgré la Pentecôte encore proche : de tous les dons (science, connaissances et dons en langues) seule la Charité restera.
Saint Jean de la Croix explique dans la Montée du Carmel pourquoi il ne faut pas appuyer la foi chrétienne sur uniquement le surnaturel, dans l'expérience personnelle de la foi : Dieu n'aime pas les miracles, ni faire des miracles. La foi depuis l'Incarnation est fondée sur le Christ il n'y a plus de motif pour interroger Dieu comme les Juifs le faisaient à travers Moïse : par la grâce, Dieu a donne toute parole à travers celles de son Fils Jésus. « Voilà pourquoi celui qui voudrait maintenant l'interroger, ou désirerait maintenant une vision ou une révélation, non seulement ferait une folie, mais ferait injure à Dieu, en ne jetant pas les yeux uniquement sur le Christ, sans chercher autre chose ou quelque nouveauté. » Saint Jean de la Croix explique pourquoi les véritables faits surnaturels sont très rares et donnés uniquement à quelques élus (élection divine), les saints, tandis que les illusions abondent et que le plus sûr moyen de plaire à Dieu est de suivre la droite raison : la vraie vie intérieure du chrétien est fondée sur le principe de la direction spirituelle et non d'un rapport direct avec Dieu. Les saints du Carmel ont donc peu de grâces dites « extraordinaires » ; Thérèse de Lisieux écrit dons son autobiographie, « Il y en aura pour tous les goûts, excepté pour les voies extraordinaires (9 aout 1897). L'histoire montre que les apparitions de Lourdes ont suscité une épidémie de visionnaires. Il est donc généralement nécessaire pour le fidèle d'attendre que des apparitions et faits surnaturels soient authentifiées par l'Église catholique, chargée de discerner les vraies apparitions, destinées au culte, des fausses.

## Quelques phénomènes surnaturels reconnus

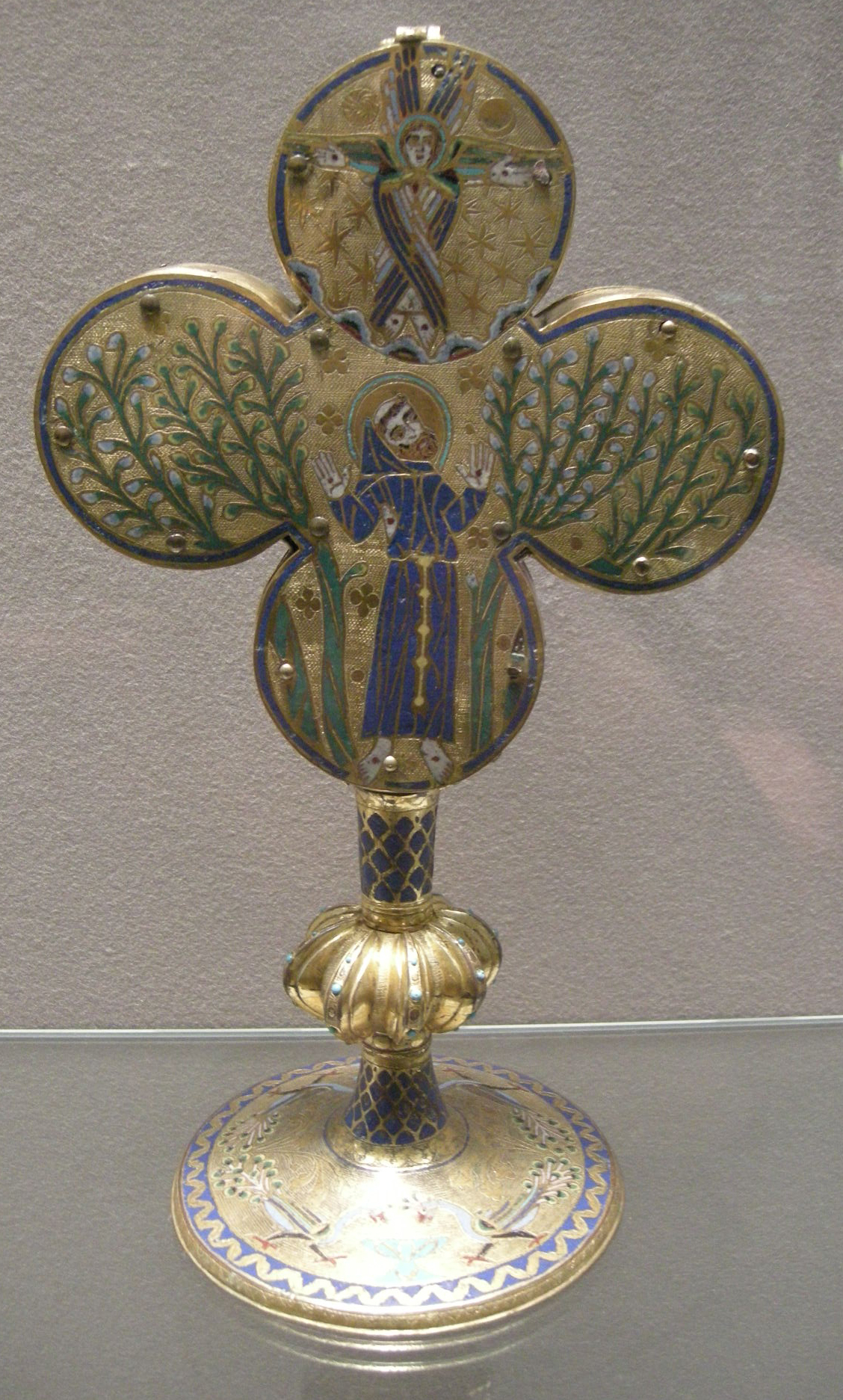
reliquaire du XIIIe siècle ; St François en prière.

Certains phénomènes surnaturels appelés « grâces extraordinaires » sont reconnus par l'Église catholique comme voulus par Dieu. Ils deviennent un sujet de dévotion (notamment dans l'iconographie chrétienne), tels les stigmates de François d'Assise ou les apparitions du Christ ou du Sacré-Cœur, ou des apparitions mariales comme celles de l'Immaculée Conception à Lourdes ou à Fátima.
Ces phénomènes font l'objet de vénération de fidèles et de fêtes catholiques ou orthodoxes : fête et Icône de la Miséricorde divine, le premier dimanche après Pâques, Fête de Notre-Dame de Lourdes (le 11 février), Fête des Stigmates de saint François d'Assise (17 septembre), Fête de l'Icône miraculeuse de la Mère de Dieu "Portaitissa" de Montréal (24 novembre - 11 novembre).
Toujours selon la tradition catholique, le corps de certains saints ou bienheureux, dégage, immédiatement après leur mort, une odeur de fleur, dite odeur de sainteté : Les plus célèbres sont François de Paule et Simon le Myroblyte. Leur corps, parfois, ne se décompose pas (Crispin de Viterbe, Padre Pio, Alexis d'Ugine, Pier Giorgio Frassati). Le don de faire des miracles est attesté par Saint Paul ainsi que la grâce des visions et des révélations. Le don de bilocation permet à un saint de se déplacer de manière surnaturelle. Saint Ignace de Loyola aurait été favorisé de locutions, ou paroles surnaturelles de Dieu. François d'Assise, Thérèse d'Avila et Padre Pio auraient reçu la grâce de la transverbération. Certains saints ont le don des extases ou même, dit-on, de la lévitation.